# Al Iafrate
Albert Anthony „Al“ Iafrate (* 21. März 1966 in Dearborn, Michigan) ist ein ehemaliger US-amerikanischer Eishockeyspieler, der im Verlauf seiner aktiven Karriere zwischen 1982 und 1998 unter anderem 870 Spiele für die Toronto Maple Leafs, Washington Capitals, Boston Bruins und San Jose Sharks in der National Hockey League auf der Position des Verteidigers bestritten hat. Iafrate, der viermal am NHL All-Star Game teilnahm, wurde im Jahr 1993 ins NHL Second All-Star Team berufen. Größere Bekanntheit erlangte er durch seinen überaus harten Schlagschuss, mit dem er im selben Jahr im Rahmen des NHL All-Star Games einen Rekord von 169,3 km/h aufstellte, der erst 16 Jahre später gebrochen wurde.

## Karriere
Zu Beginn seiner Karriere in der Saison 1983/84 spielte Iafrate für das Junioren-Team der US-amerikanischen Eishockeynationalmannschaft, das er auch bei den Olympischen Winterspielen 1984 in Sarajevo vertrat. Danach bestritt er in der gleichen Saison zehn Spiele für die Belleville Bulls in der Ontario Hockey League, ehe er im NHL Entry Draft 1984 in der ersten Runde an vierter Position von den Toronto Maple Leafs ausgewählt wurde.
Die Maple Leafs holten ihn gleich in die NHL. Nach drei problematischen Anfangsjahren in Toronto, in denen er mit seinen Offensivfähigkeiten überzeugen konnte, gelang dem Verteidiger in der Saison 1987/88 mit 52 Punkten der endgültige Durchbruch. Vor Saisonbeginn hatte Iafrate die Einladung des US-amerikanischen Eishockeyverbandes, am Canada Cup 1987 teilzunehmen, abgelehnt, um sein Defensivspiel in der Sommerpause zu verbessern. Iafrates Mühen wurden mit der erstmaligen Berufung zum NHL All-Star Game belohnt, das er in seiner gesamten Karriere viermal bestritt. Im Verlauf der Spielzeit 1990/91 transferierten die Maple Leafs den US-Amerikaner für Bob Rouse und Peter Zezel zu den Washington Capitals, wo er nach einer im März 1990 erlittenen Knieverletzung an seine alte Leistungsstärke anknüpfte. Dort spielte er in der Saison 1992/93 die beste Saison seiner Karriere mit 66 Punkten in 81 Spielen, was ihm zugleich eine Berufung ins NHL Second All-Star Team einbrachte. Zudem stellte er bei der sogenannten Skills Competition des All-Star Games eine bis 2009 gültige Rekordmarke mit einem Schlagschuss von 105,2 Meilen pro Stunde (169,3 Kilometer pro Stunde) auf. Die Capitals gaben Iafrate im März 1994 für Joé Juneau zu den Boston Bruins ab. Für diese lief er im Verlauf der restlichen Saison lediglich bei zwölf Spielen auf, ehe er sich einer Knieoperation unterziehen musste, da seine Beschwerden chronisch geworden waren. Durch die Operation verpasste der Verteidiger die gesamten Spielzeiten 1994/95 und 1995/96 und wurde im Juni 1996 zu den San Jose Sharks abgegeben. Im Gegenzug wechselten Jeff Odgers und ein Draftrecht nach Boston. Für die Sharks spielte Iafrate noch zwei weitere Spielzeiten, fiel aber immer wieder wegen Beschwerden im Knie aus und bestritt so nur 59 Spiele für das Team. Zudem spielte er noch einmal für die US-Nationalmannschaft bei der Weltmeisterschaft 1998 in der Schweiz, als das Team nur knapp dem Abstieg in die B-Klasse entging.
Im Juni 1998 wählten ihn die neu gegründeten Nashville Predators im NHL Expansion Draft aus, doch Iafrate entschied sich, einen Vertrag bei den Carolina Hurricanes zu unterzeichnen. Der im Juli abgeschlossene Vertrag wurde jedoch durch seine Rücktrittserklärung im September hinfällig.

## Erfolge und Auszeichnungen
| - 1988 Teilnahme am NHL All-Star Game - 1990 Teilnahme am NHL All-Star Game - 1993 Teilnahme am NHL All-Star Game | - 1993 NHL Second All-Star Team - 1994 Teilnahme am NHL All-Star Game |

## Karrierestatistik

### International
Vertrat die USA bei:
- Olympischen Winterspielen 1984
- Weltmeisterschaft 1998

(Legende zur Spielerstatistik: Sp oder GP = absolvierte Spiele; T oder G = erzielte Tore; V oder A = erzielte Assists; Pkt oder Pts = erzielte Scorerpunkte; SM oder PIM = erhaltene Strafminuten; +/− = Plus/Minus-Bilanz; PP = erzielte Überzahltore; SH = erzielte Unterzahltore; GW = erzielte Siegtore; 1 Play-downs/Relegation; Kursiv: Statistik nicht vollständig)